# Ophiopogon subverticillatus
Ophiopogon subverticillatus är en sparrisväxtart som beskrevs av François Gagnepain och Léopold Rodriguez. Ophiopogon subverticillatus ingår i släktet Ophiopogon och familjen sparrisväxter.
Artens utbredningsområde är Vietnam. Inga underarter finns listade i Catalogue of Life.